# سنجاق‌تپه
سنجاق‌تپه (ترکی استانبولی: Sancaktepe) از ناحیه‌های قسمت آسیایی استانبول که در استان استانبول از ناحیه مرمره قرار گرفته‌است. طبق آخرین سرشماری به سال ۲۰۱۲ میلادی این ناحیه ۲۷۸٬۹۹۸ نفر جمعیت دارد.

## ساختار اداری
سنجاق‌تپه از هجده محله تشکیل می‌شود: 
- عبدالرحمان‌غازی (Abdurrahmangazi)
- آتاترک (Atatürk)
- فاتح (Fatih)
- مجلس (Meclis)
- امک (Emek)
- اینونو (İnönü)
- ساری‌غازی (Sarıgazi)
- آق‌پینار (Akpınar)
- یونس امره (Yunus Emre)
- ینی دوغان (Yeni Doğan)
- اویس قرنی (Veysel Karani)
- کمال ترک‌لر (Kemal Türkleri)
- ایوب سلطان (Eyüp Sultan)
- صفا (Safa)
- مروه (Merve)
- مولانا (Mevlana)
- هلال (Hilal)
- پاشاکوی (Paşaköy)